# Municipio de Montecristo de Guerrero
El municipio de Montecristo de Guerrero es un municipio situado en la región de La Fraylesca, en el estado de Chiapas, México. Según el censo de 2020, tiene una población de 8412 habitantes.
Las actividades económicas predominantes son la agricultura, en particular la producción de café, y la ganadería.

## Historia
El 12 de octubre de 1925, un grupo de campesinos provenientes del Distrito de la Libertad solicitan las tierras de la finca Jaltenango para crear la cabecera municipal de un nuevo municipio, Ángel Albino Corzo.
En 1999, atendiéndose políticas públicas para el desarrollo económico, cultural y social, se segregó parte del territorio del municipio de Ángel Albino Corzo, para fundar el nuevo municipio de Montecristo de Guerrero, con cabecera municipal en el poblado del mismo nombre.

## Áreas naturales protegidas
El municipio cuenta con áreas naturales, entre ellas las formadas principalmente por bosque de coníferas (pino-encino), y pastizales y herbazales (pastizal inducido).

## Demografía

### Localidades
En el censo de 2020 el municipio de Montecristo de Guerrero contaba con 43 localidades.
| Código INEGI      | Localidad                  | Población (2020) |
| ----------------- | -------------------------- | ---------------- |
| 071170001         | Montecristo de Guerrero    | 3 191            |
| 071170023         | Laguna del Cofre           | 1 201            |
| 071170058         | San Nicolás Plan de Ayutla | 1 032            |
| Otras localidades | Otras localidades          | 2 988            |
| Total municipal   | Total municipal            | 8 412            |

### Religión
En el ámbito religioso 74.69% de la población profesa la religión católica, 4.94% protestante, 9.46% bíblica no evangélica y 10.12% no profesa credo.

## Límites municipales
Tiene límites administrativos con los siguientes municipios y/o accidentes geográficos, según su ubicación:
|                           | Norte: Ángel Albino Corzo |                          |
| Oeste: Ángel Albino Corzo |                           | Este: Ángel Albino Corzo |
| Suroeste: Mapastepec      | Sur: Mapastepec, Siltepec | Sureste: Siltepec        |